# ヤンシー・ブラゾバン
ヤンシー・ホセ・ブラゾバン（Yhency José Brazobán , 1980年6月11日 - ）は、ドミニカ共和国・サントドミンゴ出身の元プロ野球選手（投手）。
発音表記ではイェンシー・ブラソバン（Yen-see BRAH-so-bahn）がより近く、ゾではなくソと濁らない。

## 経歴

### プロ入りとヤンキース傘下時代
1997年7月10日に、外野手としてニューヨーク・ヤンキースと契約を結んだ。
2002年途中に投手へ転向した。

### ドジャース時代
2003年12月13日にケビン・ブラウンとのトレードでジェフ・ウィーバーらとともにロサンゼルス・ドジャースへ移籍。
2004年はAA級ジャクソンビルで開幕を迎え、AAA級ラスベガスを経て8月5日のピッツバーグ・パイレーツ戦でメジャーデビュー。31試合に登板し6勝2敗、防御率2.48、WHIP1.22の成績を残し、ポストシーズンのロースターにも登録された。
2005年はトミー・ジョン手術を受けたエリック・ガニエに代わりクローザーも務めたが、74試合の登板で4勝10敗21セーブ、防御率5.33、WHIP1.40の成績を喫する。
2006年4月14日に肘の靱帯損傷が発覚し、トミー・ジョン手術を受ける。
2007年5月23日のミルウォーキー・ブルワーズ戦で復帰を果たすが、4試合に登板後、右肩痛が発覚し内視鏡手術を受け、シーズンを終える。
2008年は5月にメジャーで2試合に登板するも、AA級ジャクソンビルとAAA級ラスベガスでシーズンの大半を過ごす。シーズン終了後にノンテンダーFAとなりドジャースとマイナー契約を結ぶ。
2009年はスプリングトレーニングに招待選手として参加したが、3月19日に解雇される。

### メキシカンリーグ時代
2010年は、リーガ・メヒカーナ・デ・ベイスボルのミナティトラン・オイラーズとメキシコシティ・レッドデビルズでプレーした。

### メッツ傘下時代
2010年8月15日にニューヨーク・メッツとマイナー契約を結んだ。傘下AAAのバッファロー・バイソンズで10試合に登板した。

### レンジャーズ傘下時代
2010年12月16日にはテキサス・レンジャーズとマイナー契約を結んだ。
2011年6月2日に解雇された。

### ダイヤモンドバックス時代
2011年、アリゾナ・ダイヤモンドバックスとマイナー契約を結んだ。29日のクリーブランド・インディアンス戦で3年ぶりにメジャーに復帰。6試合に登板したが、7月20日に40人枠から外れマイナーに降格した。

### ソフトバンク時代
2011年7月30日に、福岡ソフトバンクホークスへ入団した。
同年のシーズン終了までの在籍となったが、リリーフのみ15試合の登板で防御率0.56の好成績を残し、チームの2年連続リーグ優勝と8年ぶりの日本一に貢献した（なおクライマックスシリーズ、日本シリーズでは登板機会はなかった）。

### メキシカンリーグ復帰
2012年は、リーガ・メヒカーナ・デ・ベイスボルのラグナ・カウボーイズとベラクルス・レッドイーグルスでプレーした。
2013年は、所属球団が無かった。

### 独立リーグ時代
2014年は、アトランティック・リーグのブリッジポート・ブルーフィッシュに所属するも1試合の登板で退団した。その後アメリカン・アソシエーションのグランドプレーリー・エアーホッグスに入団するも5試合の出場で退団した。

## 選手としての特徴
メジャーでの通算与四球率4.39と制球力には欠けるものの、かつては荒れ球ながら最速99mph（約159km/h）の速球とスライダーを武器としていた。故障以後は平均球速93mph（約150km/h）の速球（フォーシーム、ツーシーム）とスライダー、チェンジアップで投球を組み立てるようになった。
福岡ソフトバンクホークス入団時の球団発表では、｢平均150km/hの球威あるストレートに打者の手元で鋭く曲がるキレの良いスライダーとのコンビネーションで打者を打ち取るリリーフ経験豊富なパワーピッチャー。｣とコメントされた。

## 詳細情報

### 年度別投手成績
| 年 度    | 球 団        | 登 板 | 先 発 | 完 投 | 完 封 | 無 四 球 | 勝 利 | 敗 戦 | セ 丨 ブ | ホ 丨 ル ド | 勝 率 | 打 者 | 投 球 回 | 被 安 打 | 被 本 塁 打 | 与 四 球 | 敬 遠 | 与 死 球 | 奪 三 振 | 暴 投 | ボ 丨 ク | 失 点 | 自 責 点 | 防 御 率 | W H I P |
| -------- | ------------ | ----- | ----- | ----- | ----- | -------- | ----- | ----- | -------- | ----------- | ----- | ----- | -------- | -------- | ----------- | -------- | ----- | -------- | -------- | ----- | -------- | ----- | -------- | -------- | ------- |
| 2004     | LAD          | 31    | 0     | 0     | 0     | 0        | 6     | 2     | 0        | 5           | .750  | 133   | 32.2     | 25       | 2           | 15       | 2     | 0        | 27       | 1     | 0        | 9     | 9        | 2.48     | 1.22    |
| 2005     | LAD          | 74    | 0     | 0     | 0     | 0        | 4     | 10    | 21       | 8           | .285  | 317   | 72.2     | 70       | 11          | 32       | 4     | 5        | 61       | 1     | 0        | 46    | 43       | 5.33     | 1.44    |
| 2006     | LAD          | 5     | 0     | 0     | 0     | 0        | 0     | 0     | 0        | 0           | ----  | 23    | 5.0      | 7        | 0           | 2        | 0     | 0        | 4        | 1     | 0        | 3     | 3        | 5.40     | 1.80    |
| 2007     | LAD          | 4     | 0     | 0     | 0     | 0        | 0     | 0     | 0        | 0           | ----  | 12    | 13.2     | 6        | 2           | 3        | 1     | 0        | 5        | 0     | 0        | 4     | 3        | 16.20    | 3.60    |
| 2008     | LAD          | 2     | 0     | 0     | 0     | 0        | 0     | 0     | 0        | 0           | ----  | 16    | 3.0      | 4        | 0           | 3        | 0     | 0        | 3        | 1     | 0        | 4     | 2        | 6.00     | 2.33    |
| 2011     | ARI          | 6     | 0     | 0     | 0     | 0        | 0     | 0     | 0        | 0           | ----  | 31    | 6.0      | 8        | 1           | 3        | 1     | 0        | 8        | 0     | 1        | 4     | 4        | 6.00     | 2.00    |
| 2011     | ソフトバンク | 15    | 0     | 0     | 0     | 0        | 0     | 0     | 1        | 2           | ----  | 61    | 16.0     | 8        | 0           | 5        | 1     | 1        | 12       | 1     | 1        | 1     | 1        | 0.56     | 0.81    |
| MLB：6年 | MLB：6年     | 122   | 0     | 0     | 0     | 0        | 10    | 12    | 21       | 15          | .454  | 532   | 121.0    | 117      | 14          | 59       | 8     | 5        | 108      | 4     | 1        | 68    | 64       | 4.76     | 1.46    |
| NPB：1年 | NPB：1年     | 15    | 0     | 0     | 0     | 0        | 0     | 0     | 1        | 2           | ----  | 61    | 16.0     | 8        | 0           | 5        | 1     | 1        | 12       | 1     | 1        | 1     | 1        | 0.56     | 0.81    |

### 年度別守備成績
| 年 度 | 球 団        | 投手（P） | 投手（P） | 投手（P） | 投手（P） | 投手（P） | 投手（P） |
| 年 度 | 球 団        | 試 合     | 刺 殺     | 補 殺     | 失 策     | 併 殺     | 守 備 率  |
| ----- | ------------ | --------- | --------- | --------- | --------- | --------- | --------- |
| 2004  | LAD          | 31        | 1         | 4         | 0         | 1         | 1.000     |
| 2005  | LAD          | 74        | 4         | 10        | 0         | 0         | 1.000     |
| 2006  | LAD          | 5         | 1         | 0         | 0         | 0         | 1.000     |
| 2007  | LAD          | 4         | 0         | 0         | 1         | 0         | .000      |
| 2008  | LAD          | 2         | 0         | 1         | 0         | 1         | 1.000     |
| 2011  | ARI          | 6         | 0         | 0         | 0         | 0         | ----      |
| 2011  | ソフトバンク | 15        | 0         | 2         | 0         | 0         | 1.000     |
| MLB   | MLB          | 122       | 6         | 15        | 1         | 2         | .955      |
| NPB   | NPB          | 15        | 0         | 2         | 0         | 0         | 1.000     |

### 記録
NPB
- 初登板：2011年8月21日、対東北楽天ゴールデンイーグルス18回戦（福岡Yahoo! JAPANドーム）、7回表1死に4番手で救援登板、1回2/3を無失点
- 初奪三振：同上、7回表に高須洋介から
- 初ホールド：2011年9月3日、対埼玉西武ライオンズ16回戦（西武ドーム）、5回裏2死に3番手で救援登板、1回1/3を無失点
- 初セーブ：2011年10月2日、対埼玉西武ライオンズ23回戦（西武ドーム）、9回裏に4番手で救援登板・完了、1回1失点

### 背番号
- 43 （2004年 - 2008年）
- 56 （2011年、2013年-）
- 93 （2011年7月30日 - 同年終了）